# Veszélyes (film)
A Veszélyes (eredeti cím: Dangerous) 1935-ben bemutatott amerikai filmdráma Alfred E. Green rendezésében. A filmmel Bette Davis elnyerte élete első Oscar-díját a  "legjobb női főszereplő" kategóriában.

## Történet
|  | Alább a cselekmény részletei következnek! |

Don Bellows (Franchot Tone) egy neves New York-i építész, aki jegyben jár a gyönyörű és dúsgazdag Gail Armitagedzsel (Margaret Lindsay), amikor találkozik ismét Joyce Heathszel (Bette Davis), aki egykor a Broadway egyik legígéretesebb fiatal színésznőjének számított. Don mélyen adósának érzi magát, mert a nő Júlia alakítása inspirálta, hogy építész legyen.

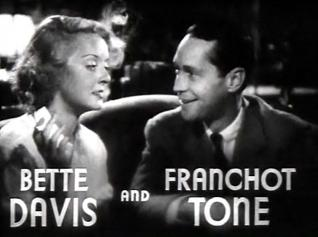

Amíg Don segít helyrehozni Joyce életét, beleszeret a viharos természetű színésznőbe. Joyce meg van arról győződve, hogy mindent elpusztít maga körül, ami fontos számára, figyelmezteti a férfit is erről. Don felbontja az eljegyzését Gaillel, és a szerencséjét próbára téve visszajuttatja Joycet egy Broadway produkcióra. A premier előtt Don megkéri a kezét, de Joyce visszautasítja, aminek a hátterében az az eltitkolt tény áll, hogy Joyce Gordon Heath (John Eldredge) felesége, aki ugyan odaadó férj volt, de eredménytelenségei anyagilag teljesen összezúzták házasságukat.
Joyce elmegy Gordonhoz, és könyörög neki, hogy egyezzen bele a válásba. Amikor a férfi visszautasítja, Joyce szánt szándékkal autóbalesetet idéz elő, amiben Gordon lebénul egy életre át, és Joyce sérülése se teszi lehetővé, hogy fellépjen a színpadon, így a darab megbukik. Az anyagilag tönkrement Don amikor megtudja, hogy Joyce becsapta, azzal vádolja, hogy a nőt magán kívül senki és semmi nem érdekli, és csakis saját maga felelős rosszul alakult sorsáért.
Joyce először öngyilkosságot akar elkövetni, de végül rájön, hogy Donnak igaza volt. Újra fellép a színpadon, és habár őszintén szereti Dont, mégis elküldi, hogy vegye feleségül Gailt. A produkció sikeres lesz, Joyce elhatározza, hogy felelősségteljes életet fog élni, és elmegy meglátogatni Gordont, hogy megmentse házasságukat.

## Szereposztás
| Színész             | Karakter         |
| ------------------- | ---------------- |
| Bette Davis         | Joyce Heath      |
| Franchot Tone       | Don Bellows      |
| Margaret Lindsay    | Gail Armitage    |
| Alison Skipworth    | Mrs. Williams    |
| Dick Foran          | Teddy            |
| William B. Davidson | Reed Walsh       |
| John Eldredge       | Gordon Heath     |
| Walter Walker       | Roger Farnsworth |
| Richard Carle       | Pitt Hanley      |
| George Irving       | Charles Melton   |
| Pierre Watkin       | George Sheffield |
| Douglas Wood        | Elmont           |

## Film háttere
Bette Davis először visszautasította a forgatókönyvet, de a producer Hal B. Wallis végül meggyőzte, hogy ki tudna hozni valami különlegeset Joyce karakteréből, akinek megszületését Davis egy példaképe, Jeanne Eagels inspirált. Davis a filmben jellegzetes bubi frizurára vágott hajjal volt látható, melyet élete végéig favorizált.
Franchot Tone, aki nem sokkal korábban fejezte be a Lázadás a Bountynt, a Metro-Goldwyn-Mayertől érkezett kölcsönbe. Davis azonnal beleszeretett a színészbe, aki akkoriban Joan Crawforddal járt jegyben. A producer Harry Joe Brown később elismerte, hogy egyszer kompromittáló helyzetben találta Davist és Tonet. Craword nyilvánvalón tudta, hogy mi van kettejük között, de mégsem bontotta fel az eljegyzést. A legtöbb életrajzíró egyetért abban, hogy ez volt a kezdete a két színésznő közötti állítólagos viszálynak.

## Fordítás
- Ez a szócikk részben vagy egészben  a   Dangerous (film) című angol Wikipédia-szócikk fordításán alapul.  Az eredeti cikk szerkesztőit annak laptörténete sorolja fel. Ez a jelzés csupán a megfogalmazás eredetét és a szerzői jogokat jelzi, nem szolgál a cikkben szereplő információk forrásmegjelöléseként.